# Tafelrunde

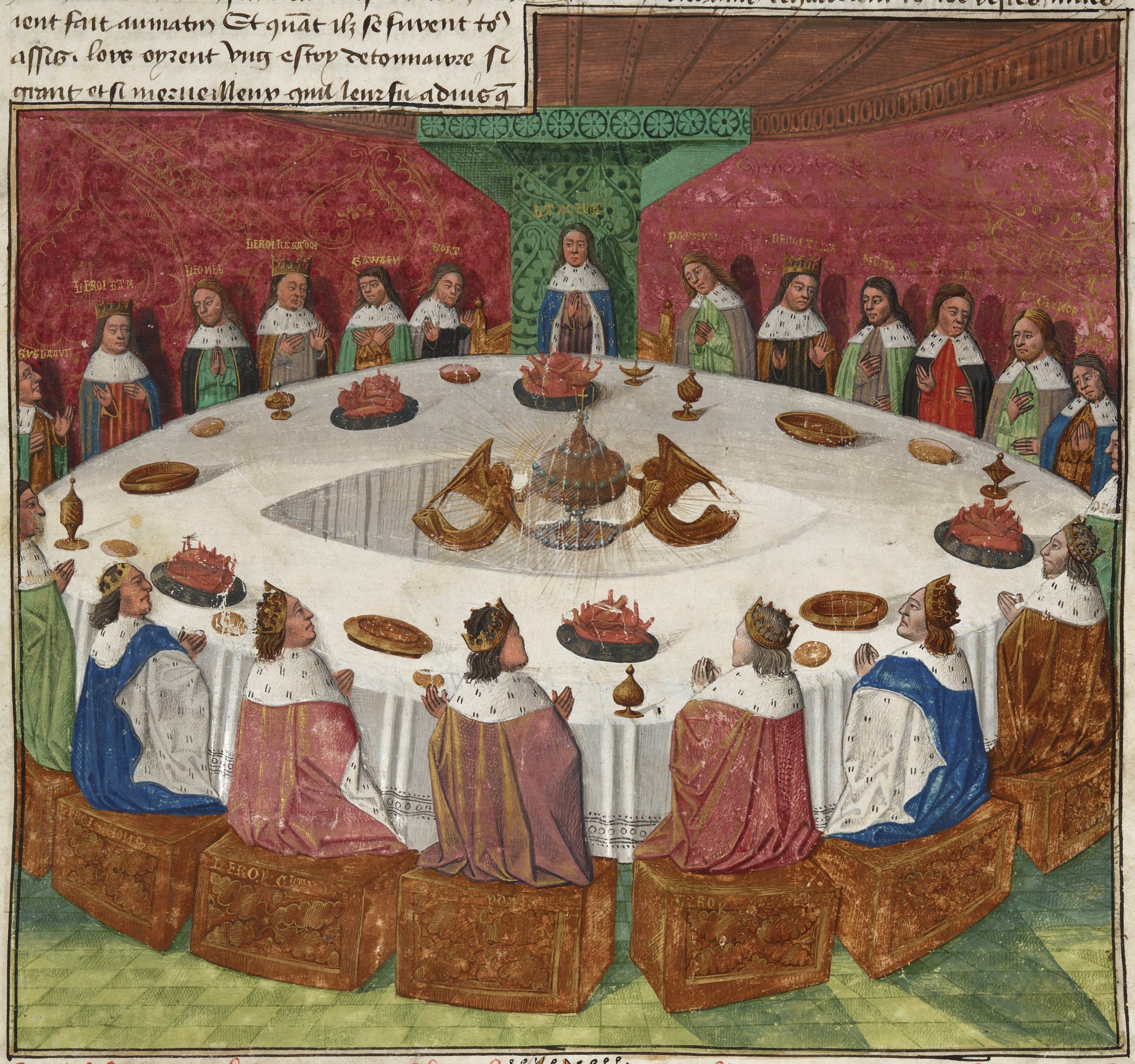
Den Rittern der Tafelrunde erscheint zu Pfingsten der Heilige Gral, französische Bilderhandschrift des 14. Jahrhunderts

Die Idee einer Tafelrunde (frz. table ronde, engl. round table, vgl. Runder Tisch walisisch „Bwrdd Arthur“) wurde erstmals von dem anglonormannischen Dichter Wace (um 1150) in die Geschichte von König Artus (engl. Namensversion meist Arthur) eingeführt.

## Teilnehmer an der Tafelrunde
In den folgenden Jahrhunderten entwickelte sich in der beliebten Erzählgattung des Artusromans in den verschiedenen westeuropäischen Literaturen (altfranzösisch, mittelhochdeutsch, mittelenglisch) die Vorstellung der Tafelrunde zu einem festen Element der Artussage. Die Zahl ihrer Mitglieder war nicht limitiert (französische Texte des 13. Jahrhunderts sprechen von 150, 240 oder 366, Layamons „Brut“ von 1600 Rittern). In der Neuzeit setzte sich eine selektivere Vorstellung durch: John Dryden zufolge zählte die Tafelrunde des Königs Artus zwölf, nach Sir Walter Scott hingegen sechzehn Ritter, die die Ethik der Ritterlichkeit vollendet verkörpern. Die mittelalterliche Literatur kennt folglich keine feste Riege an Mitgliedern der Tafelrunde. Vielmehr galten immer die „wichtigsten“ und „besten“ (d. h. die im vorliegenden Roman eine wichtige Rolle spielenden) Ritter als Mitglieder der Tafelrunde.
Dazu gehörten in allen Geschichten:
- Gawain (Gawan)
- Lancelot
- Parceval (Parzival)
- Tristan (Tristam)
- Galahad
- Keie (Cei fab Cynyr)
- Iwein (Yvain)
- Mordred
- Bors

Häufig werden auch
- Erec

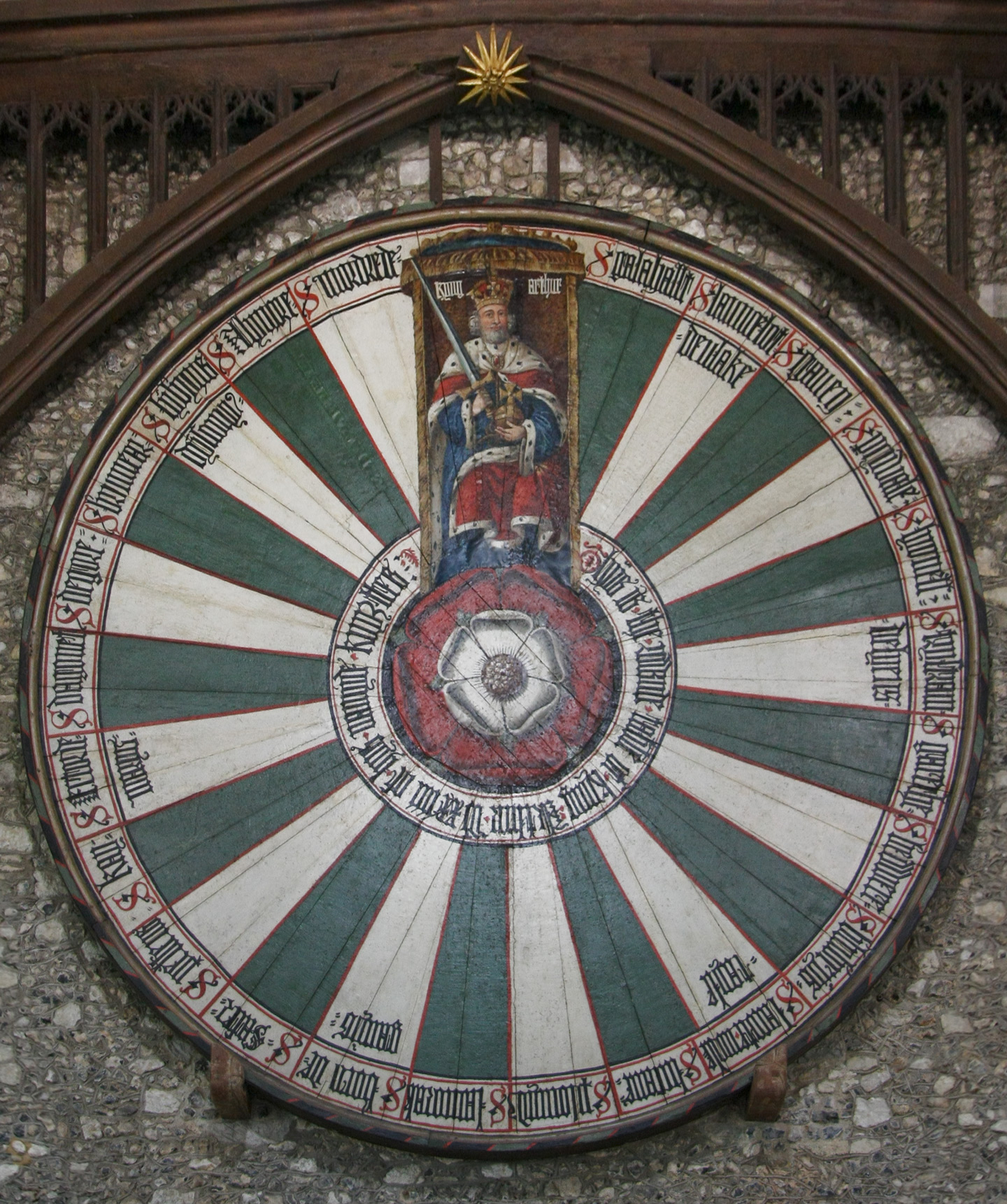
König Artus am runden Tisch in der Großen Halle von Winchester Castle

- Gareth (auch Beaumain, der Küchenritter genannt)
- Agravane
- Gereint fab Erbin
- Peredur fab Efrawg
- Gwrhyr Gwalstawd Ieithoedd
- Lamorak
- Palamedes

mit der Tafelrunde in Verbindung gebracht.
Weitere manchmal genannte Personen sind:
- Sir Aglovale, Sohn Königs Pellinore von Listinoise
- König Bagdemagus
- Sir Bedivere (Bedwyr)
- Sir Breunor, auch „La Côté Mal Taillée“
- Sir Cador
- Sir Caradoc, genannt „Caradoc Vreichvras“, oder „Caradoc Strong Arm“
- Sir Colgrevance
- König Coel
- Sir Constantine, Sohn des Cador, wurde nach Arthurs Tod König
- Sir Dagonet, Hofnarr
- Sir Daniel
- Sir Dinadan, Sohn Sir Brunors Sr. und Bruder Sir Brunors le Noir „La Côté Mal Taillée“
- Sir Ector, Arturs Pflegevater und Sir Keies Vater
- Sir Ector de Maris, Sohn König Bans von Benwick
- Sir Elyan the White, Sohn Sir Bors
- Sir Gaheris
- Sir Galeshin (Sohn von Elaine und König Nentres)
- Sir Gingalain, zunächst genannt Sir Le Bel Inconnu Gawains Sohn
- Sir Griflet, auch Sir Griflet le Fils de Dieu
- Hoyer der Rote,[1] wird in Wigalois erwähnt
- König Leodegrance, Guineveres Vater, Bediensteter der Tafelrunde
- Sir Lionel
- Sir Lucan
- March fab Meirchiawn
- Sir Meleagant
- Sir Meliant de Lis
- Sir Morholt
- Sir Pelleas, Gemahl der Lady of the Lake
- König Pellinore
- Sir Sagramore le Desirous
- Sir Safir, Palamedes‘ Bruder
- Sir Segwarides, Palamedes‘ Bruder
- Sir Tor
- Owein fab Urien
- Sir Ywain (Owain), Sohn Königs Uriens von Gore
- Sir Ywain the Bastard, auch Uriens Sohn

In Winchester wird noch eine runde Tischtafel gezeigt, die jahrhundertelang als die authentische Tafelrunde galt. Sie hat 24 mit Namen bezeichnete Plätze. Im sogenannten Garelzimmer in Schloss Runkelstein bei Bozen wurde die Tafelrunde um 1390 als Wandmalerei dargestellt.